# Марк Ланеґан
Марк Вільям Ланеґан (англ. Mark William Lanegan; 25 листопада 1964 — 22 лютого 2022) — американський співак, автор пісень і поет.

## Життєпис
Вперше став відомим як вокаліст раннього ґрандж-гурту Screaming Trees, він також був відомий як учасник гуртів Queens of the Stone Age та The Gutter Twins. Він випустив 12 сольних студійних альбомів, а також три спільних альбоми з Ізобель Кемпбелл і два з Дюком Гарвудом. Він був відомий своїм баритоновим голосом, який описували як «колючий, як триденна борода, але гнучкий і податливий, як шкіра мокасинів», і порівнювали з Томом Вейтсом, Леонардом Коеном і Ніком Кейвом.
Ланеґан розпочав свою музичну кар'єру у 1984 році з гуртом Screaming Trees, з яким він випустив сім студійних альбомів та п'ять мініальбомів до їх розпаду у 2000 році. Під час роботи в гурті він також розпочав сольну кар'єру і випустив свій перший сольний студійний альбом The Winding Sheet у 1990 році. Згодом він випустив ще 10 сольних альбомів, які отримали визнання критиків, але мали лише помірний комерційний успіх. Після розпаду Screaming Trees він став частим співавтором Queens of the Stone Age, а також був постійним учасником гурту з 2001 по 2005 рік під час роботи над піснями Songs for the Deaf та Lullabies to Paralyze.
Протягом своєї кар'єри Ланеґан співпрацював з різними артистами. У 1990-х роках він разом з Куртом Кобейном записав альбом каверів на Ледбеллі, який зрештою так і не вийшов. Він також приєднався до Лейна Стейлі та Майка Маккріді у гурті Mad Season, а у 2003 році заснував альтернативний рок-гурт The Gutter Twins з Грегом Даллі, а також брав участь у релізах Moby, Bomb the Bass, Soulsavers, Tinariwen, The Twilight Singers, Manic Street Preachers, Unkle та інших.
Ланеґан боровся із залежністю від наркотиків та алкоголю протягом усього свого життя, але на момент смерті був тверезим понад десять років. Натхненний своїм другом Ентоні Бурденом, він випустив книгу мемуарів Sing Backwards and Weep у 2020 році. У 2021 році він продовжив роботу мемуарами Devil in a Coma, які зосередилися на його передсмертному досвіді з COVID-19. Він та його дружина Шеллі Браєн покинули США у 2020 році і оселилися в ірландському місті Кілларні, де він помер через два роки у віці 57 років. Причина смерті не була встановлена.

## Дискографія
Сольні альбоми
- The Winding Sheet (1990)
- Whiskey for the Holy Ghost (1994)
- Scraps at Midnight (1998)
- I'll Take Care of You (1999)
- Field Songs (2001)
- Bubblegum (2004)
- Blues Funeral (2012)
- Imitations (2013)
- Phantom Radio (2014)
- Gargoyle (2017)
- Somebody's Knocking (2019)
- Straight Songs of Sorrow (2020)